# Ubon Ratchathani
Ubon Ratchathani, (en tailandès: อุบลราชธานี), és una ciutat de Tailàndia. Es troba al sud-est del territori del Isaan a la província d'Ubon Ratchathani i és la capital d'aquesta. És una de les ciutats més importants de l'Isaan. Ubon Ratchathani, el nom oficial de la ciutat vol dir "Terra reial del capoll de lotus". La gent local anomenen llur ciutat simplement com a "Ubon" (อุบล).
L'àrea municipal de Ubon Ratchathani té una població de 106,552 habitants segons el cens del 2000.
La ciutat es troba a la vora del riu Mun, un dels rius més importants de l'Isaan.

## Història
La zona d'Ubon Ratchathani es troba no gaire lluny de la confluència amb el riu Mekong i és una zona que està habitada des de temps molt antics. La regió al voltant d'Ubon Ratchathani fou part de l'antic Imperi Khmer.
La ciutat actual va ser fundada, amb el suport del regne de Siam, per immigrants provinents de Laos a la banda nord del riu vers la meitat del segle xviii. A la banda sud amb el temps va créixer el poblat de Warin Chamrap (วารินชำราบ) que actualment ha estat incorporat a la ciutat d'Ubon com a barri. Els locals coneixen llur barri simplement com a "Warin" (วาริน).
Durant la guerra del Vietnam, un dels aeroports estratègics de la Força Aèria dels Estats Units d'Amèrica era a Ubon Ratchathani. Els bombarders gegantins Boeing B-52 Stratofortress que bombardejaven el Vietnam del Nord tenien com a base l'aeroport que es troba a la vora d'aquesta ciutat.
La base fou primer un aeroport militar de la Royal Australian Air Force (RAAF), la Força Aèria Australiana, el 1962. Del 1965 al 1974 esdevingué una base militar avançada dels Estats Units, que es varen fer càrrec de totes les instal·lacions i les varen desenvolupar. Com a altres llocs de Tailàndia, la presència de militars americans va fer proliferar bars i hotels dedicats a la prostitució. Acabada la guerra del Vietnam els militars americans varen tornar als Estats Units. Igual que a Udon Thani, molts d'ells havien tingut dones locals i fills que posteriorment varen abandonar.
La base americana va esdevenir un aeroport civil amb vols domèstics diaris. La pista de l'aeroport és compartida al mateix temps amb la veïna base militar de la Força Aèria de Tailàndia (RTAF).
A Ubon Ratchathani hi ha una Universitat i la seu de la diòcesi local de l'Església Catòlica.

## Llocs d'interès
A Ubon Ratchathani hi ha un mercat nocturn molt animat. Ubon és un centre de la cistelleria artesana, a on es fan molts dels recipients per a l'"arròs enganxós", aliment bàsic de l'Isaan.
Hi ha temples budistes importants, com Wat Tung Sri Muang, al centre, i Wat Nong Bua al nord de la ciutat que té una stupa o chedi construïda segons el model de la de Bodh Gaya, la ciutat sagrada del budisme, on Buda va finalment arribar al nirvana.
També és d'interès la Processó de les espelmes de Ubon (งานประเพณีแห่เทียนพรรษาอุบลราชธานี), amb espelmes gegants en forma de figures religioses del budisme. Té lloc cada any amb les festivitats budistes de Asanha Puja, que commemoren el primer sermó de Buda.
A Ban Kan Lueang (พิพิธภัณฑ์เปิดบ้านก้านเหลือง), a 5 km d'Ubon, hi han excavacions arqueològiques d'un poblat de 2.000 anys.

## Galeria fotogràfica

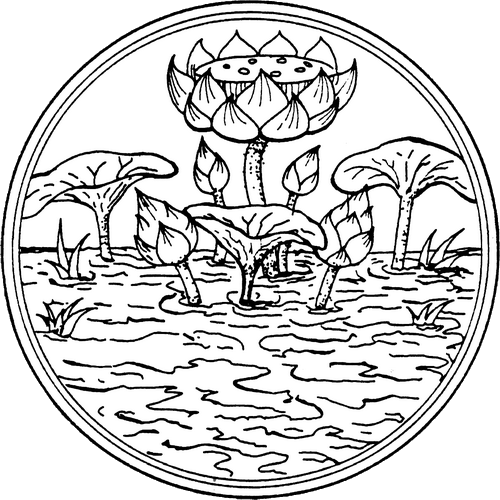
Escut municipal de Ubon Ratchathani.
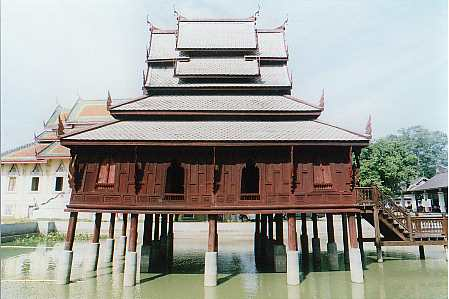
La biblioteca Tungsrimuang sobre el riu Mun a Ubon Ratchathani.
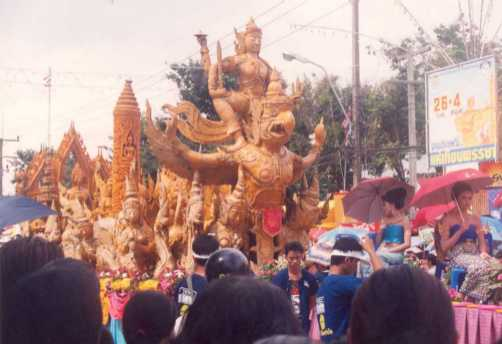
Processó amb espelmes gegants durant el festival de les espelmes.
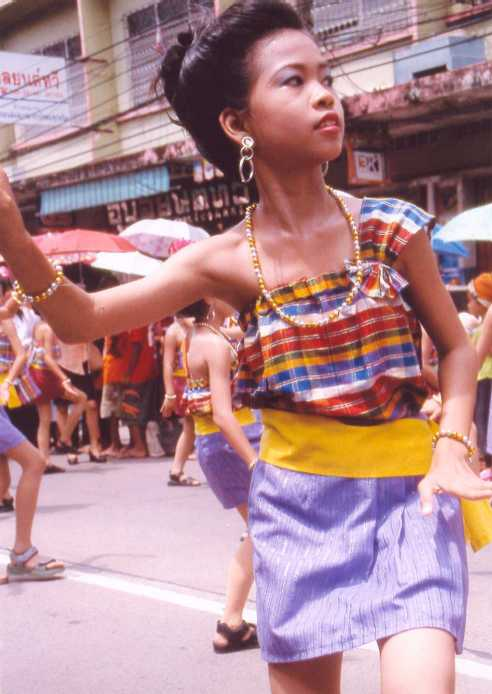
Dansa tradicional durant les festivitats.
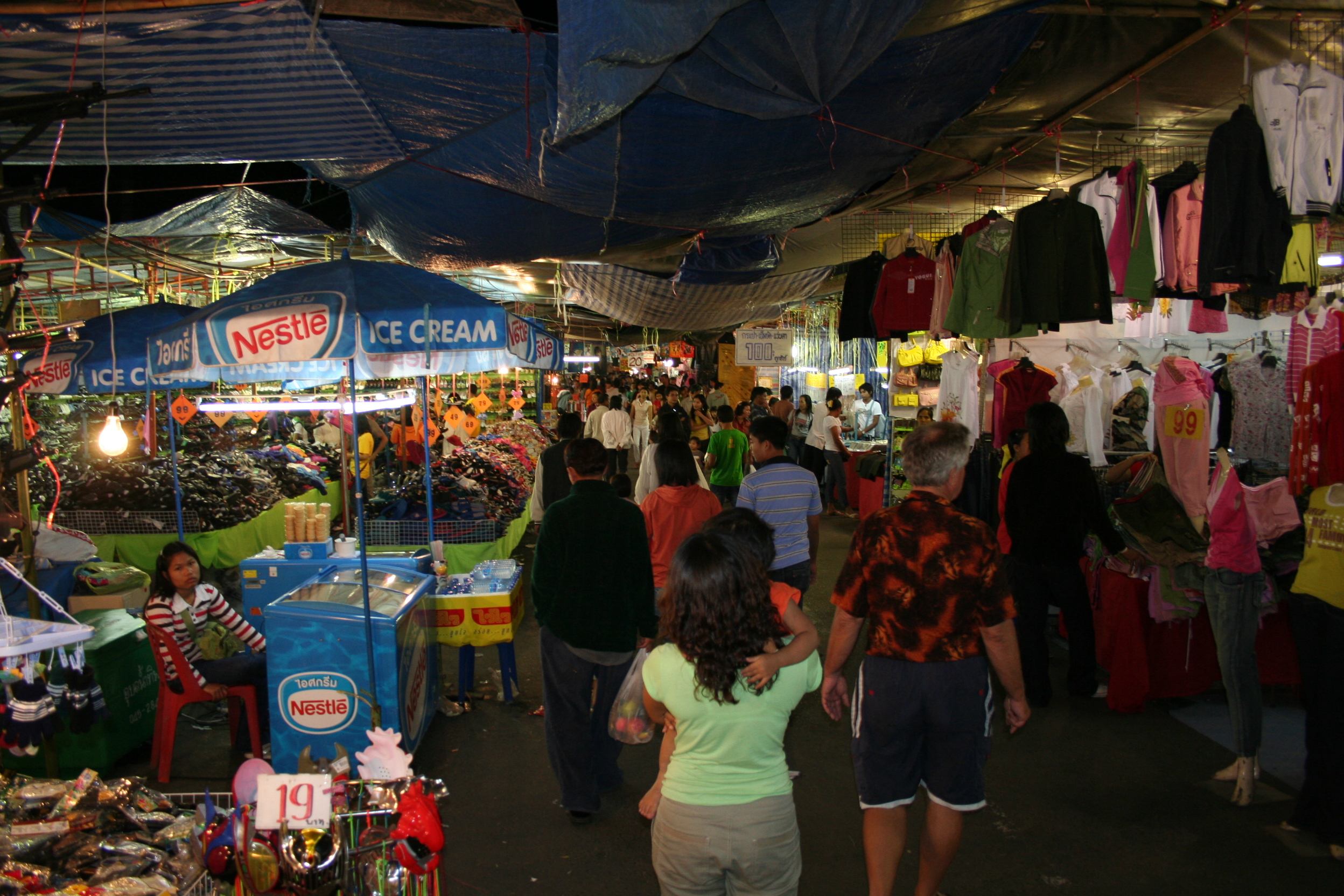
Mercat nocturn a Ubon.